# Oenothera peruana
Oenothera peruana är en dunörtsväxtart som beskrevs av W. Dietrich. Oenothera peruana ingår i släktet nattljussläktet, och familjen dunörtsväxter. Inga underarter finns listade i Catalogue of Life.